# Prague Open 2025
Prague Open 2025 — тенісний турнір, що проходив на кортах з твердим покриттям у місті Прага, Чехія з 21 до 27 липня. Належав до категорії WTA 250, був турніром серії WTA Prague Open 2025 року.

## Фінальна частина

### Одиночний розряд
Маріє Боузкова —  Лінда Носкова 2–6, 6–1, 6–3

### Парний розряд
Надія Кіченок /  Макото Ніномія —  Lucie Havlíčková /  Лаура Самсон 1–6, 6–4, [10–7]